# العلاقات الأسترالية العمانية
العلاقات الأسترالية العمانية هي العلاقات الثنائية التي تجمع بين أستراليا وسلطنة عمان.

## مقارنة بين البلدين
هذه مقارنة عامة ومرجعية للدولتين:
| وجه المقارنة                                              | أستراليا                                   | سلطنة عمان    |
| --------------------------------------------------------- | ------------------------------------------ | ------------- |
| المساحة (كم2)                                             | 7.69 مليون                                 | 309.50 ألف    |
| عدد السكان (نسمة)                                         | 24.51 مليون                                | 4.64 مليون    |
| الكثافة السكانية (ن./كم²)                                 | 3.19                                       | 14.99         |
| العاصمة                                                   | كانبرا، ملبورن                             | مسقط          |
| اللغة الرسمية                                             | لغة إنجليزية                               | اللغة العربية |
| العملة                                                    | دولار أسترالي، جنيه إسترليني، جنيه أسترالي | ريال عماني    |
| الناتج المحلي الإجمالي (بليون دولار)                      | 1.32 تريليون                               | 72.64 مليار   |
| الناتج المحلي الإجمالي (تعادل القوة الشرائية) بليون دولار | 1.10 تريليون                               | 179.49 مليار  |
| الناتج المحلي الإجمالي الاسمي للفرد دولار أمريكي          | 56.31 ألف                                  | 15.55 ألف     |
| الناتج المحلي الإجمالي للفرد دولار أمريكي                 | 45.92 ألف                                  | 38.63 ألف     |
| مؤشر التنمية البشرية                                      | 0.939                                      | 0.793         |
| رمز المكالمات الدولي                                      | +61                                        | +968          |
| رمز الإنترنت                                              | .au                                        | عمان          |
| المنطقة الزمنية                                           |                                            | ت ع م+04:00   |

## منظمات دولية مشتركة
يشترك البلدان في عضوية مجموعة من المنظمات الدولية، منها:
| علم المنظمة | اسم المنظمة                               | تاريخ انضمام أستراليا | تاريخ انضمام سلطنة عمان |
| ----------- | ----------------------------------------- | --------------------- | ----------------------- |
|             | يونسكو                                    | 4 نوفمبر 1946         | 10 فبراير 1972          |
|             | الفريق المعني برصد الأرض                  | ?                     | ?                       |
|             | مؤسسة التمويل الدولية                     | 20 يوليو 1956         | 1973                    |
|             | المركز الدولي لتسوية المنازعات الاستشارية | 1 يونيو 1991          | 1995                    |
|             | منظمة حظر الأسلحة الكيميائية              | ?                     | ?                       |
|             | مؤسسة التنمية الدولية                     | 24 سبتمبر 1960        | 1973                    |
|             | منظمة التجارة العالمية                    | ?                     | 2000                    |
|             | وكالة ضمان الاستثمار متعدد الأطراف        | 10 فبراير 1999        | 1989                    |
|             | الاتحاد البريدي العالمي                   | ?                     | ?                       |
|             | منظمة الشرطة الجنائية الدولية             | ?                     | ?                       |
|             | الأمم المتحدة                             | 1 نوفمبر 1945         | 7 أكتوبر 1971           |
|             | الاتحاد الدولي للاتصالات                  | 27 مايو 1878          | 28 أبريل 1972           |
|             | البنك الدولي للإنشاء والتعمير             | 5 أغسطس 1947          | 1971                    |
|             | المنظمة الهيدروغرافية الدولية             | ?                     | ?                       |

## وصلات خارجية
- موقع وزارة الخارجية الأسترالية
- موقع وزارة الخارجية العمانية